# Long Man
Long Man – wieś w Anglii, w hrabstwie East Sussex, w dystrykcie Wealden. Leży 78 km na południe od Londynu. W 2007 miejscowość liczyła 412 mieszkańców.
Nazwę zawdzięcza pobliskiemu prehistorycznemu rysunkowi na zboczu wzgórza, przedstawiającemu człowieka trzymającego tyczki lub włócznie, zwanego dziś Długim człowiekiem z Wilmington (Long Man of Wilmington) lub Zielonym Człowiekiem (Green Man).